# U.N. Ro-Ro
U.N. Ro-Ro İşletmeleri A.Ş. ist eine türkische Reederei mit Sitz in Istanbul.

## Geschichte
Das Unternehmen wurde 1994 als UND Ro-Ro für den RoRo-Verkehr zwischen der Türkei und Europa gegründet. Ziel war zunächst der italienische Hafen Triest. Von dort startete 1998 dann auch der erste RoLa-Zug nach Salzburg.
Mit der UND Akdeniz lieferte die Flensburger Schiffbau-Gesellschaft 2000  das erste RoRo-Schiff des Typs RoRo 2700 an die Reederei, die 2004 in U.N. Ro-Ro umbenannt wurde.
Mitte 2018 schloss die dänische Reederei DFDS die Übernahme von U.N. Ro-Ro ab.

## Streckennetz
Regelmäßige Fahrten nach Triest werden von den türkischen Häfen Pendik, Ambarlı Limanı und Mersin angeboten. An zwei Tagen in der Woche werden auf der Route Pendik↔Triest auch die Häfen von Bari und Patras angelaufen. Darüber hinaus gibt es drei wöchentliche Abfahrten von Pendik nach Toulon und zurück.
Zusätzlich zur RoLa-Verbindung nach Salzburg werden von Triest aus auch die Destinationen Wels, Bettemburg, Duisburg, Ludwigshafen am Rhein, München und Lübeck angefahren. Von Toulon aus gehen die Züge nach Paris und Dourges.

## Flotte

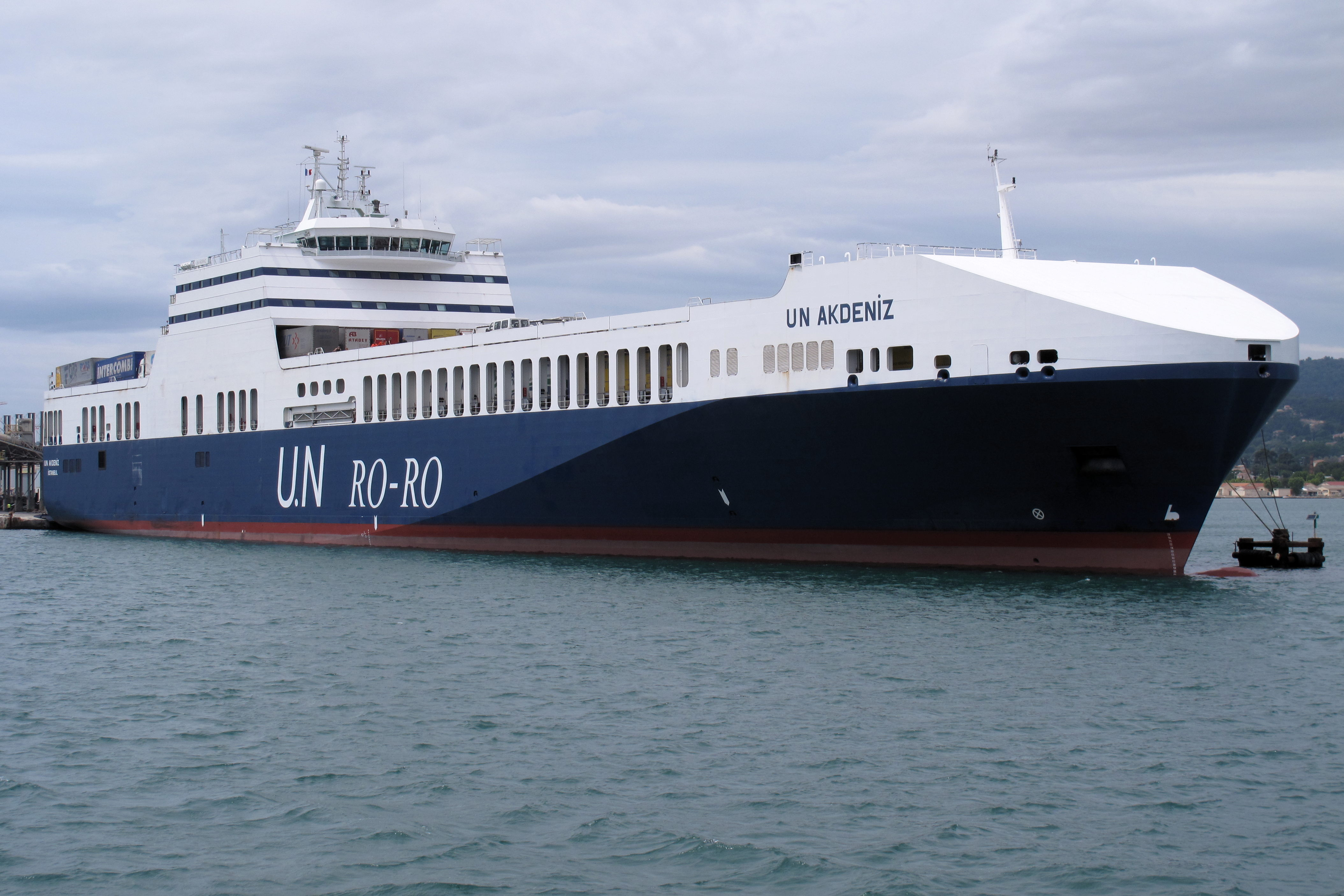
Die UN Akdeniz im Hafen von Toulon

Die Flotte besteht ausschließlich aus RoRo-Schiffen, die alle von der Flensburger Schiffbau-Gesellschaft gebaut wurden.
| Schiffsname      | IMO-Nr. | Baujahr | BRZ    | Spurmeter | Bemerkungen                             |
| ---------------- | ------- | ------- | ------ | --------- | --------------------------------------- |
| UND Akdeniz      | 9207998 | 2000    | 22.900 | 2.700     | 2005: Maersk Vlaardingen, 2010: Amilcar |
| UND Karadeniz    | 9208007 | 2000    | 22.900 | 2.700     | 2005: Maersk Voyage, 2010: Elyssa       |
| UND Adriyatik    | 9215488 | 2001    | 22.900 | 2.700     | 2010 nach Brand abgewrackt              |
| UND Ege          | 9215476 | 2001    | 26.469 | 3.214     | 2019: Gallipoli Seaways                 |
| UND Atılım       | 9242388 | 2002    | 26.469 | 3.214     | 2020: Cappadocia Seaways                |
| UND Birlik       | 9242390 | 2002    | 26.469 | 3.214     | 2020: Olympos Seaways                   |
| Saffet Ulusoy    | 9293416 | 2005    | 29.004 | 3.735     | 2019: Assos Seaways                     |
| UN Marmara       | 9293428 | 2005    | 29.004 | 3.735     | 2020: Artemis Seaways                   |
| UN Pendik        | 9322425 | 2005    | 29.004 | 3.735     | 2019: Aspendos Seaways                  |
| UN Trieste       | 9322437 | 2006    | 29.004 | 3.735     | 2019: Dardanelles Seaways               |
| UN Akdeniz       | 9356737 | 2008    | 34.182 | 4.605     | 2020: Zeugma Seaways                    |
| UN Karadeniz     | 9356749 | 2008    | 34.182 | 4.605     | 2019: Sumela Seaways                    |
| Cüneyt Solakoğlu | 9422122 | 2009    | 34.182 | 4.605     | 2019: Myra Seaways                      |
| Cemil Bayülgen   | 9422134 | 2010    | 34.215 | 4.605     | 2020: Galata Seaways                    |
| UN İstanbul      | 9506277 | 2013    | 31.540 | 4.094     | 2020: Pergamon Seaways                  |